# Estação Vila Tolstói
Estação Vila Tolstói é uma estação de monotrilho do metrô da cidade brasileira de São Paulo. Pertence à Linha 15–Prata, que atualmente se encontra em expansão, e deverá chegar até Jacu-Pêssego, com integração com a Linha 2–Verde na Vila Prudente. Está localizada na Avenida Professor Luis Inácio de Anhaia Melo, na altura do número 7712, entre as ruas Angical do Piauí e Tapiramuta, na divisa dos distritos de São Lucas e Sapopemba.
Foi inaugurada pelo Governo do Estado de São Paulo em 6 de abril de 2018.

## Toponímia
Liev Tolstói (1828–1910) foi um dos maiores escritores romancistas russos de todos os tempos. Seu nome foi escolhido para batizar um pequeno loteamento implantado pela comunidade russa a leste de Vila Ema por volta de 1924, que deu origem à atual Vila Tolstói.

## Diagrama da estação
|  | ↓ a ↓ |

| 1 |

|  | ↑ b ↑ |

|  | ↓ a ↓ |

| 1 |

|  | ↑ b ↑ |

|  | ↓ a ↓ |

| 1 |

|  | ↑ b ↑ |

|  | ↓ a ↓ |

| 1 |

|  | ↑ b ↑ |

## Tabela
| Sigla | Estação      | Inauguração        | Capacidade     | Integração               | Plataformas | Posição | Notas |
| ----- | ------------ | ------------------ | -------------- | ------------------------ | ----------- | ------- | ----- |
| VTL   | Vila Tolstói | 6 de abril de 2018 | Não confirmada | Bilhete Único da SPTrans | Central     | Elevada |       |